# Martin Růžička (Eishockeyspieler, 1985)
Martin Růžička (* 15. Dezember 1985 in Beroun, Tschechoslowakei) ist ein tschechischer Eishockeyspieler, der seit 2016 beim HC Oceláři Třinec in der tschechischen Extraliga unter Vertrag steht und mit diesem drei Mal in Folge die tschechische Meisterschaft gewann.

## Karriere
Martin Růžička begann seine Karriere als Eishockeyspieler in der Nachwuchsabteilung des HC Sparta Prag, in der er bis 2001 aktiv war. Anschließend wechselte er zum HC Kladno, für dessen Juniorenmannschaften er in der U18- und U20-Extraliga spielte. Daraufhin ging der Flügelspieler nach Nordamerika, wo er zwei Jahre lang in der kanadischen Juniorenliga Western Hockey League für die Everett Silvertips, die ihn beim CHL Import Draft 2003 in der zweiten Runde als insgesamt 55. Spieler gezogen hatten, und die Lethbridge Hurricanes auflief. Nach seiner Rückkehr nach Tschechien schloss er sich erneut dem HC Sparta Prag an, für dessen Profimannschaft er in der Saison 2005/06 sein Debüt in der Extraliga gab. Dabei gab er in 38 Spielen zwei Torvorlagen und wurde mit Sparta 2006 erstmals Tschechischer Meister.

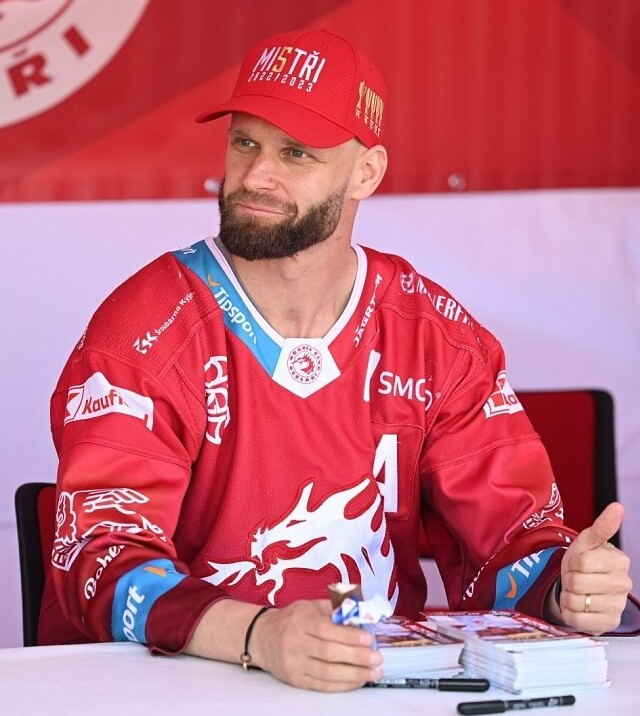
Martin Růžička nach dem Gewinn des tschechischen Meistertitels 2023

Von 2006 bis 2009 stand Růžička beim HC Znojemští Orli in der Extraliga unter Vertrag. Parallel bestritt er einige Spiele für den HC Berounští Medvědi und den HC Olomouc in der zweitklassigen 1. Liga. Anschließend wurde der Rechtsschütze vom HC Oceláři Třinec verpflichtet, mit dem er 2011 die Tschechische Meisterschaft gewann und Topscorer der Playoffs wurde. Aufgrund der gezeigten Leistungen erhielt Růžička im Juli 2011 einen Vertrag bei Amur Chabarowsk aus der Kontinentalen Hockey-Liga. Für Amur absolvierte er verletzungsbedingt nur 37 KHL-Partien, in denen er 16 Scorerpunkte sammelte. Anschließend kehrte er im Juni 2012 zum HC Oceláři Třinec zurück. Am Ende der Hauptrunde 2012/13 war er mit 40 Toren, 43 Assists und 83 Scorerpunkten  Topscorer, bester Torjäger und bester Vorlagengeber der Extraliga. In der folgenden Spielzeit erreichte er mit Třinec das Playoff-Halbfinale, zuvor war er mit 26 Toren als drittbester Torjäger der Hauptrunde platziert.
Zur Saison 2014/15 kehrte er in die KHL zurück, als er einen Zweijahresvertrag beim HK Traktor Tscheljabinsk unterschrieb. Nach Ablauf dieses Vertrags kehrte er in die Extraliga zurück und wurde abermals vom HC Oceláři Třinec unter Vertrag genommen. Am Ende der Spielzeiten 2018/19, 2020/21, 2021/22 und 2022/23, als er auch Topscorer der Liga wurde, gewann er mit den Stahlkumpeln jeweils die tschechische Meisterschaft.

### International
Für Tschechien nahm Růžička erstmals an der Weltmeisterschaft 2010 in Deutschland teil, bei der er mit seiner Mannschaft den Weltmeistertitel gewann. Auch bei der Weltmeisterschaft 2014 und den Olympischen Winterspielen in Pyeongchan 2018 vertrat er sein Heimatland.

## Erfolge und Auszeichnungen
- 2006 Tschechischer Meister mit dem HC Sparta Prag
- 2010 Goldmedaille bei der Weltmeisterschaft
- 2011 Tschechischer Meister mit dem HC Oceláři Třinec
- 2011 Spieler des Jahres und Play-off-MVP der Extraliga
- 2011 Topscorer, bester Torjäger und bester Vorlagengeber der Extraliga-Play-offs
- 2013 Topscorer, bester Torjäger und bester Vorlagengeber der Extraliga
- 2019 Tschechischer Meister mit dem HC Oceláři Třinec
- 2021 Tschechischer Meister mit dem HC Oceláři Třinec
- 2022 Tschechischer Meister mit dem HC Oceláři Třinec
- 2023 Topscorer der Extraliga
- 2023 Tschechischer Meister mit dem HC Oceláři Třinec

## Extraliga-Statistik
(Stand: Ende der Saison 2022/23)